# E3
E3 или Европейски пешеходен маршрут Е3 e eвропейски маршрут за пешеходен туризъм, който започва от Испания и завършва в България. Той е един от 12-те официални маршрута, проектирани от Европейската асоциация за пешеходен туризъм. Финалната отсечка на Е3 е популярният в България маршрут Ком – Емине.

## Маршрут
Маршрутът започва от Испания, преминава през Франция, Люксембург, Белгия, Германия, Чехия, Словакия, Полша, Унгария, Румъния и завършва в България. Общата му дължина е над 8800 км. Има планове за удължаването му, така че да започва от нос Съо Вишенте в Португалия.

## Българска част
Българската част започва от връх Ком (2016 m) много близо до границата със Сърбия и следва билото на Стара планина до нос Емине. Дължината на маршрута е между 600 и 700 km в зависимост от индивидуалния избор на туриста – дали да мине по билото на планината, или да слиза до хижи и селища. Традиционно българската част на маршрута Е3 се изминава от средно тренирани туристи за 21 дни при средна дневна продължителност на преходите от 7 до 12 часа, в края на които се стига до хижа или заслон.
Маршрутът преминава през населените места Лакатник, Котел, с. Планиница, с. Дъскотна, с. Добра поляна, село Козичино, с. Емона.
Хижи по маршрута са: „Петрохан“, „Пробойница“, „Тръстена“, „Лескова“, „Чавдар“, „Момина поляна“, „Ехо“, „Добрила“, заслон „Ботев“, „Мазалат“, „Бузлуджа“, „Чумерна“, заслон „Вратник“, „Върбишки проход“, заслон „Хазим Горския“ и хижа „Топчийско“.